# Ohayo! Spank
Ohayō! Spank (яп. おはよう!スパンク Охаё! Супанку,  Привет, Спанк!) — японская сёдзё-манга, автором которой является Сюньити Юкимуро, а иллюстратором — Сидзуэ Таканаси,  получила премию Коданся, как лучшее сёдзё и сэйнэн произведение.  По мотивам манги TMS Entertainment был выпущен аниме-сериал, который транслировался с 7 марта 1981 года по 29 мая 1982 года. Всего выпущены 63 серии аниме. Также студией был выпущен полнометражный мультфильм 13 марта 1982 года. Сериал транслировался на территории Германии, Франции, Италии, Испании и арабских странах.

## Сюжет
Айко Моримуру, молодая девушка, чей отец 10 лет назад пропал на море. Её мать работает шляпным дизайнером и поехала жить в Париж оставив дочь на попечение дяди Фудзинами. Однако Айко верит в то, что отец ещё жив и каждый день приходит на берег моря в надежде встретить его. До недавних событий, домашний питомец Айко — Папи, которого на прощание подарила мать, погиб в автомобильной катастрофе. Так девушка оказалась совсем одна и потеряв какую либо надежду замкнулась в себе. Однако она встречает милого и неуклюжего пёсика по имени Спанк, чей хозяин тоже исчез во время поездки на открытое море и также верит, что хозяин вернётся, посещая каждый день пляж. Он дружится с Айко, постепенно согревая её печальную душу. Параллельно Айко знакомится с другом пропавшего хозяина Спанка и влюбляется в него. Сам же Спанк влюбляется в домашнюю кошку одноклассницы Айко — Анны.

## Список персонажей
- Спанк (яп. スパンク) — главный герой истории. Его хозяин исчез в море после кораблекрушения. Обладает антропоморфными качествами, может ходить, и говорить. Весёлый, храбрый и дружелюбный, но в то же время упрямый и не выносит насмешки в свою сторону. Сэйю: Цукасэ Норико
- Айко Моримура (яп. 森村 愛子) — девушка, ей 14 лет. Учится в средней школе. Решает стать новой хозяйкой Спанка. Сэйю: Окамото Мари
- Торакити (яп. トラ吉) — кот Окямы и лучший друг Спанка, носит красный галстук и говорит с немецким акцентом. Конкурирует с ним за внимание Кошки.
- Синако Ёсимура (яп. 芳村 科子) — одноклассница и подруга Айко. Влюблена в Рё.
- Рёити Синода (яп. 篠田 亮一) — друг Айко и Синако.
- Сэйя Цукахара (яп. 塚原 誠也) — хозяин Барона.
- Сэрино Михара (яп. 美原 せりの) — хозяйка Кошки и дочь владельца сети отелей. Умная но и беззаботная девушка.
- Кошка — домашняя кошка Сэрино, во многом похожа на неё. Торакити и Спанк влюблены в неё.
- Фан Фан — маленькая собачка, Спанк влюбляется в неё и она отвечает ему взаимностью.
- Барон — пёс Сэйи и друг Торакити.

## Роли озвучивали
- Мари Окамото — Айко
- Норико Цукасэ — Спанк
- Кэй Томияма — Фудзинами
- Хироми Цуру — Кошка
- Икую Нисикава — Учитель
- Рюсэй Накао — Масая Цукахара